# خريطة ديجي
عبارة عن خدمة لرسم خرائط الويب وتقديم البيانات عبر الإنترنت طُورت بواسطة مركز البيانات الوطني EDINA للأوساط الأكاديمية في المملكة المتحدة. تقدم مجموعة من مرافق رسم الخرائط وتنزيل البيانات عبر الإنترنت والتي توفر خرائط وبيانات مكانية من مسح الذخائر والمسح الجيولوجي البريطاني، ومجموعة معلومات المعالم الرئيسية، في اتجاه المحيط المحدود.
خريطة ديجي متاحة لأعضاء مؤسسات التعليم العالي والتعليم الإضافي المشتركين في المملكة المتحدة. الخدمة مجانية عند نقطة الاستخدام ولكنها تتطلب التسجيل الفردي. تستند رسوم الاشتراك المؤسسي إلى نظام نطاقات مؤسسي ابتكرته مجموعات جَي آي إس سي.

## التأريخ
بدأت خريطة ديجي كمشروع في إطار برنامج eLib (المكتبات الإلكترونية) في عام 1996 ويقدم خرائط مسح الذخائر إلى 6 جامعات تجريبية: أبردين وإدنبرة وجلاسكو ونيوكاسل وأكسفورد وريدينج. أطلقت الخدمة الكاملة في عام 2000 وفازت بجائزة AGI للتقدم التكنولوجي في عام 2000.
في منتصف عام 2010، أطُلقت خريطة ديجي للمدارس، والتي توفر خرائط على الإنترنت لقطاع المدارس. حازت الخدمة على الشهادة الذهبية لأفضل مورد شامل في جوائز الناشرين لعام 2011 من الجمعية الجغرافية.

## البنية
تحتوي خدمة خريطة ديجي على أربع مجموعات للتعليم العالي والتعليم الإضافي؛ مسح الذخائر التاريخية والجيولوجية والبحرية. هناك أيضًا خدمة خريطة ديجي للمدارس، والتي تتوفر لمؤسسات التعليم الابتدائي والثانوي.
خريطة ديجي: مجموعة مسح الذخائر
عندما أطُلقت لأول مرة، كانت المجموعة الوحيدة من البيانات المتاحة. في الأصل، كانت الخدمة تتألف من عميل رسم خرائط بسيط، عُرف أولاً باسم لايت ثم أعيد إطلاقه باسم كلاسك؛ مرفق رسم خرائط متقدم، كارتو خريطة ديجي، وهو برنامج جافا صغير؛ ومرفق تنزيل البيانات. ضُمنت تسهيلات إضافية لتنزيل بيانات الحدود والرمز البريدي، بالإضافة إلى أدوات الاستعلام عن الرمز البريدي والمعجم، لاحقًا.
في عام 2007، جرى تطوير وسيلة تنزيل منفصلة للسماح بتنزيل بيانات خريطة ماستر للأو إس.  
في عام 2009، استُبدلَ عميل الخرائط البسيط (الكلاسيكي) بواجهة جديدة، روم، والتي تستخدم تقنية فتح الطبقات «خريطة زلقة».

## خريطة تاريخية ديجي
أضُيفت الصور الممسوحة ضوئيًا والمحددة جغرافيًا لخرائط مسح الذخائر القديمة كمجموعة جديدة إلى خريطة ديجي في أبريل 2005. مُسحت المجموعة بواسطة مجموعة معلومات المعالم الرئيسية وتتألف من خرائط سلسلة مقاطعة مسح الذخائر وخرائط الشبكة الوطنية التي تغطي الفترة حتى إصدار منتج الهاتف الأرضي الرقمي في عام 1996. جنبًا إلى جنب مع الخرائط الممسوحة ضوئيًا، أنشأت المعالم الرئيسية أيضًا فسيفساء لكل منها سلسلة الخرائط وكل تنقيحاتها، بعد ذلك قُطعت هذه الفسيفساء في مربعات الشبكة الوطنية الحالية لمسح الذخائر.
تتكون الخدمة في الأصل من واجهة واحدة لعرض الخرائط وتنزيل إما مربعات الشبكة الوطنية أو الأوراق الأصلية الممسوحة ضوئيًا كصور GeoTIFF.
في عام 2010، أطلقت منشأة جديدة تسمى الطوافة القديمة كخدمة تجريبية لتوفير واجهة نمط «خرائط زلقة» لعرض الخرائط. أيضًا أضُيفت واجهة تنزيل منفصلة تسمح بأخذ عدد أكبر من الخرائط في جلسة واحدة. في هذا الوقت، أيضًا قُدمت خرائط مسح الذخائر التاريخية الأكثر تفصيلاً، وهي مخططات المدن، من خلال الخدمة.
كما ضمن عارض منفصل لخرائط مسح استخدام الأراضي ختم دودولي من الثلاثينيات في المجموعة.

## جيولوجيا خريطة ديجي
أطلقت جيولوجيا خريطة ديجي في يناير2007 لتوفير الوصول إلى بيانات رسم خرائط هيئة المسح الجيولوجي البريطانية (BGS).
تحتوي الخدمة على بيانات BGS DiGMapGB (الخريطة الجيولوجية الرقمية لبريطانيا العظمى) على ثلاثة مستويات: 1: 625000، 1: 240000 و 1:50000 وتستخدم رسم خرائط مسح الذخائر ذات النطاق الرمادي كخلفية لمرافق رسم الخرائط عبر الإنترنت. توفر جيولوجيا خريطة ديجي وسيلة لتنزيل البيانات بالإضافة إلى رسم الخرائط عبر الإنترنت. يوفر هذا القدرة على تنزيل بيانات BGS لاستخدامها لاحقًا في برامج تطبيقات GIS.
في عام 2010 طورت جيولوجيا خريطة ديجي واجهة جديدة، جيولوجيا الترحال، لتمكين تصفح الخريطة الزلقة، والتغييرات في عتامة الجيولوجيا على رسم الخرائط الخلفية ومستويات التكبير الإضافية.